# 2. medicinska brigada (ZDA)
2. medicinska brigada (izvirno angleško 2nd Medical Brigade) je bila medicinska brigada Kopenske vojske Združenih držav Amerike. Zagotavlja medicinsko oskrbo tipa Role 3 v zahodnih ZDA in Pacifiku.